# Presidentvalet i Folkrepubliken Lugansk 2018
Presidentvalet i Folkrepubliken Lugansk ägde rum 11 november 2018 i separatisternas självutropade Folkrepubliken Lugansk. Samtidigt hölls även val i Folkrepubliken Donetsk.

## Legitimitet
Folkrepubliken Lugansk erkänns inte internationellt, då området erkänns som en del av Ukraina. Valen anses olagliga och ogiltiga av EU. Kurt Volker, USA:s speciella sändebud till Ukraina, kallade dem "ett hån". EU och USA anser även att valen är olagliga, och  en kränkning av Minskavtalet från 2015 om en lösning på konflikten. Ryssland å sin sida anser att valen var nödvändiga för att fylla tomrummet efter Aleksandr Zachartjenkos död, att valen hålls enligt befolkningens eget beslut, och har inte något att göra med Minskavtalet.

## Valresultat
Valdeltagande 77%.

### Kandidater
- Leonid Pasetjnik 68,3%
- Oleg Koval 16,55%
- Lyudmyla Rusnak 5,9%
- Natalia Sergun 7,95%
- Ogiltiga röster 1,3%